# A Night to Remember (novela)
A Night to Remember (en español: Una noche para recordar) es un libro de Walter Lord publicado en 1955, que trata sobre el hundimiento del RMS Titanic el 15 de abril de 1912. 
El libro tuvo un gran éxito y todavía es considerado un recurso informativo importante sobre el RMS Titanic. El autor entrevistó a muchos sobrevivientes del desastre y también se inspiró en libros, memorias y artículos escritos por éstos. Lord escribió un segundo libro sobre el tema en 1986, The Night Lives On, después de que Robert Ballard descubriera el pecio del Titanic, lo que renovó el interés en la historia.
Una película basada en el libro y supervisada por Lord se estrenó en 1958. Lord también asesoró al cineasta canadiense James Cameron mientras hacía su película Titanic, en 1997.

## Antecedentes e historia
En 1926, con 9 años, Lord viajó a bordo del barco gemelo del Titanic, el RMS Olympic, y la experiencia le causó una fascinación de por vida con el transatlántico perdido. Como más tarde expresó, pasó la mayor parte del tiempo en el Olympic «merodeando» e intentando imaginar «algo tan grande» hundiéndose. Comenzó a leer sobre el tema y a dibujar al Titanic a la edad de 10 años y pasó décadas coleccionando recuerdos del célebre navío, lo que causó que la gente «tomara nota de dicha peculiaridad».
Se especializó en historia en la Universidad de Princeton y se graduó de la Facultad de Derecho de Yale antes de unirse a la agencia de publicidad J. Walter Thompson con sede en Nueva York. Durante su tiempo libre entrevistó a 63 supervivientes del desastre del Titanic.
A Night to Remember fue solo el segundo libro de Lord, pero resultó un gran éxito, gracias en gran parte a la agresiva campaña de publicidad llevada a cabo por R & W Holt después de su lanzamiento en noviembre de 1955. El libro también se benefició indudablemente de la popularidad del película Titanic de 1953 y otra cobertura del naufragio que se realizó en la misma época. Dos meses después de su publicación, el libro había vendido 60 000 copias y permaneció en la lista de los libros más vendidos durante seis meses. Ladies' Home Journal y Reader's Digest publicaron versiones condensadas y fue seleccionado por el Book of the Month Club en junio de 1956. La primera edición de bolsillo fue publicada por Bantam Books en octubre de ese año.
Desde entonces, el libro ha seguido imprimiéndose y se ha traducido a varios idiomas. Su éxito permitió a Lord abandonar el mundo de la publicidad y convertirse en escritor a tiempo completo. Después de que el descubrimiento del pecio del Titanic en 1985 provocó una nueva ola de interés público en la historia de la tragedia, escribió un libro de seguimiento, The Night Lives On (1986). Daniel Allen Butler comentó que «aunque fue de inmenso interés para los entusiastas del Titanic en todo el mundo, carecía de la chispa del original», que alcanzó su quincuagésima impresión en 1998.

## Recepción crítica
El libro fue muy elogiado por la crítica contemporánea. El New York Times lo calificó como «deslumbrante [...] uno de los libros más emocionantes de este o cualquier otro año». The Atlantic Monthly elogió el libro por hacer «un magnífico trabajo de crónica recreativa, apasionante desde la primera hasta la última palabra». Entertainment Weekly dijo que era «perfecto y habilidoso [...] está claro porque es para muchos investigadores la biblia sobre el Titanic», mientras que el USA Today lo describió como «la narración más fascinante del desastre».
Según Stanley Walker, crítico del New York Herald Tribune, el secreto del éxito de Lord fue que utilizó «una especie de puntillismo literario, la disposición de contrastar fragmentos de hechos y emociones de una forma tal que transmite al lector una impresión auténticamente real del evento». Walker destacó la forma en que Lord evitó contar la historia a través del prisma de la clase social, que había sido el estilo habitual de las narraciones anteriores, y como logró describir exitosamente el elemento humano de la historia, mostrando como reaccionaron ante el desastre las personas a bordo, cualquiera que fuera su clase social.
Steven Biel, un historiador cultural estadounidense, destaca la manera novelesca en que Lord cuenta la historia. El libro describe los eventos a través de los ojos de múltiples individuos, transgrediendo la cronología simple para presentar una serie de narraciones superpuestas. Nathaniel Philbrick, quien escribió la introducción a la edición conmemorativa del cincuenta aniversario de A Night to Remember, señala que fue el primer libro relevante sobre el Titanic desde el momento de su publicación y durante casi cuarenta años. Sostiene que las características distintivas del libro son su moderación, brevedad y legibilidad, que minimiza los aspectos extravagantes y míticos del desastre y pone en primer plano las historias de las personas en el barco. La narrativa crea suspenso, haciendo que el lector se preocupe por los personajes y revise el desastre desde su perspectiva. Biel afirma que cuenta la historia de una forma altamente visual y auditiva, describiendo las imágenes y los sonidos de la noche del desastre «con la inmediatez de una transmisión en vivo o un documental televisivo».
Una clave del método de Lord es su técnica para adoptar una aproximación no convencional de la cronología del evento, «[teniendo] un enfoque imaginativo del tiempo y el espacio en el que las horas y los minutos resultan extremadamente maleables, el barco parece casi infinitamente complejo y el desastre adquiere orden y unidad en la distancia». En resumen, es «una narrativa modernista [construida] en torno a un evento modernista». Los críticos destacaron la forma en que Lord describió el lado humano de la historia del Titanic, que el New York Times llamó «el núcleo de la narración del señor Lord, que explica su capacidad de fascinación, un tirón tan poderoso a su manera como el último movimiento descendente del barco mismo». Mientras destaca los «legendarios actos de gallardía», el libro invita a los lectores a ponerse en el lugar de los que están a bordo e implícitamente pregunta cómo reaccionarían en la misma situación. Como lo expresó Newsweek: «¿Cómo sería estar a bordo de un transatlántico que se hunde?»
Según Biel, la importancia del libro de Lord es que «le dio al desastre su versión más completa desde 1912 y lo hizo dirigirse a una gran audiencia moderna en un nuevo escenario de preocupaciones de la posguerra. En la creación del mito del Titanic hubo dos momentos: 1912, por supuesto, y 1955». Lord actualiza la interpretación popular del desastre del Titanic al retratarlo en términos histórico-mundiales como el final simbólico y real de una era y como un evento que «marcó el final de un sentimiento general de confianza».

## Adaptaciones
El libro ha sido adaptado dos veces para la televisión y el cine. La primera producción se presentó como una adaptación en vivo proyectada el 28 de marzo de 1956 por NBC TV y patrocinada por Kraft Foods como parte de la serie Kraft Television Theatre. Fue descrita como «la más grande, la más lujosa, la más costosa de su tipo» hasta el momento, con 31 escenarios, 107 actores, 72 papeles dramáticos, 3000 galones de agua y un costo de 95 000 dólares (equivalentes 855 116.3 dólares de 2012). Fue dirigido por George Roy Hill y narrado por Claude Rains —una práctica tomada de los dramas radiales que se convirtió en un patrón para muchos dramas televisivos de la época—. Tuvo un enfoque similar al libro, sin tener personajes dominantes y cambiando entre una multiplicidad de escenas. La narración de Rains se utilizó «para conectar el número casi ilimitado de vivencias a bordo del trasatlántico condenado», como lo expresó un crítico, y cerró con su declaración de que «nunca más el hombre se sentirá tan seguro. Una era ha llegado a su fin». La producción fue un gran éxito, atrajo a 28 millones de espectadores e impulsó en gran medida las ventas del libro. Se retransmitió el 2 de mayo de 1956, cinco semanas después de su primera transmisión.
La segunda adaptación fue la película británica de 1958, La última noche del Titanic, protagonizada por Kenneth More, que todavía es considerada por muchos como «la narración cinematográfica definitiva de la historia». La idea de la película surgió después de que su futuro director, Roy Ward Baker, y su productor, William MacQuitty, ambos nacidos en Belfast, adquirieran copias del libro —Baker de su librería favorita y MacQuitty de su esposa— y decidieran obtener los derechos de la película. MacQuitty había sido testigo de la botadura del Titanic el 31 de mayo de 1911 y todavía recordaba vívidamente la ocasión. Cuando conoció a Lord, lo agregó a la producción en calidad de consultor. La película difiere del libro y de la adaptación de NBC TV al enfocarse en un personaje principal, el segundo oficial Charles Lightoller, interpretado por More. Su conclusión refleja el tema mundial histórico de Lord de «un mundo cambiado para siempre» con una conversación ficticia entre dos supervivientes, Lightoller y el coronel Archibald Gracie, sentados en un bote salvavidas volcado. Lightoller declara que el desastre «es diferente [...] porque estábamos tan seguros. Porque a pesar de que sucedió, sigue siendo increíble. No creo que vuelva a estar seguro otra vez. Sobre cualquier cosa».

## Colección
Tras la muerte de Lord en 2002, legó al Museo Marítimo Nacional en Greenwich, Inglaterra, su gran colección de manuscritos, cartas originales y recuerdos del Titanic, que había reunido durante toda su vida y que utilizó para escribir A Night to Remember. MacQuitty también donó algunos artículos de su propia colección de material relacionado con la película. Todas las piezas se exhiben en el museo y se permite que los investigadores tengan acceso a ellos.